# Бромат празеодима
Бромат празеодима — неорганическое соединение, 
соль празеодима и бромноватой кислоты
с формулой Pr(BrO3)3,
кристаллы,
растворяется в воде,
образует кристаллогидраты — зелёные кристаллы.

## Физические свойства
Бромат празеодима образует кристаллы.
Растворяется в воде.
Образует кристаллогидраты состава Pr(BrO3)3•n H2O, где n = 2 и 9.
Нонагидрат плавится в собственной кристаллизационной воде при 56,5°С, а при 130°С полностью теряет воду.